# Marduk-apla-iddina
Pour les articles homonymes, voir Marduk (homonymie).
Marduk-apla-iddina (en akkadien : ), également appelé Marduk-apla-iddina Ier, est un roi de Babylone appartenant à la dynastie kassite, qui règne de 1171 à 1159 av. J.-C..

## Biographie
Il est le fils et successeur de Meli-Shipak (un kudurru commémore d'ailleurs une donation de terre faite par ce dernier pour son fils). Plusieurs de ces mêmes documents de donations de terres et d'exemptions de taxes sont connus pour le règne de Marduk-apla-iddina.

### Politique intérieure
Il règne depuis Dûr-Kurigalzu. Des documents indiquent que des chanteurs éliamites et Subartiens divertissent sa cour royale, et indiquent que Marduk-apla-iddina fait réparer le temple de l'Ezida à Borsippa, où il crédite le dieu Enlil de l'avoir élevé à la royauté.

### Relations avec les voisins
Il existe des preuves d'un commerce florissant de vêtements en laine avec des commerçants assyriens.
Du point de vue de la politique extérieure, les événements de son règne sont mal connus, mais il est évident par les sources postérieures que son règne se termine dramatiquement, lorsque les troupes Élamites menées par Shutruk-Nahhunte, qui avait épousé une sœur de Marduk-apla-iddina, envahissent la Babylonie et mettent à sac plusieurs de ces grandes villes, notamment sa capitale.

## Famille

### Mariage et enfants
De son mariage avec une femme inconnue, il eut peut-être selon certaines sources :
- Zababa-shuma-iddina

## Galerie

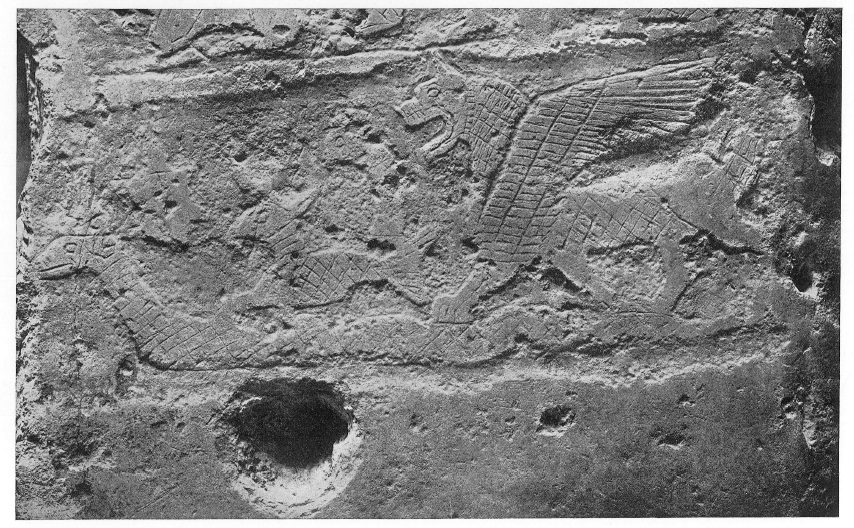
Détail d'un kudurru de Marduk-apla-iddina Ier
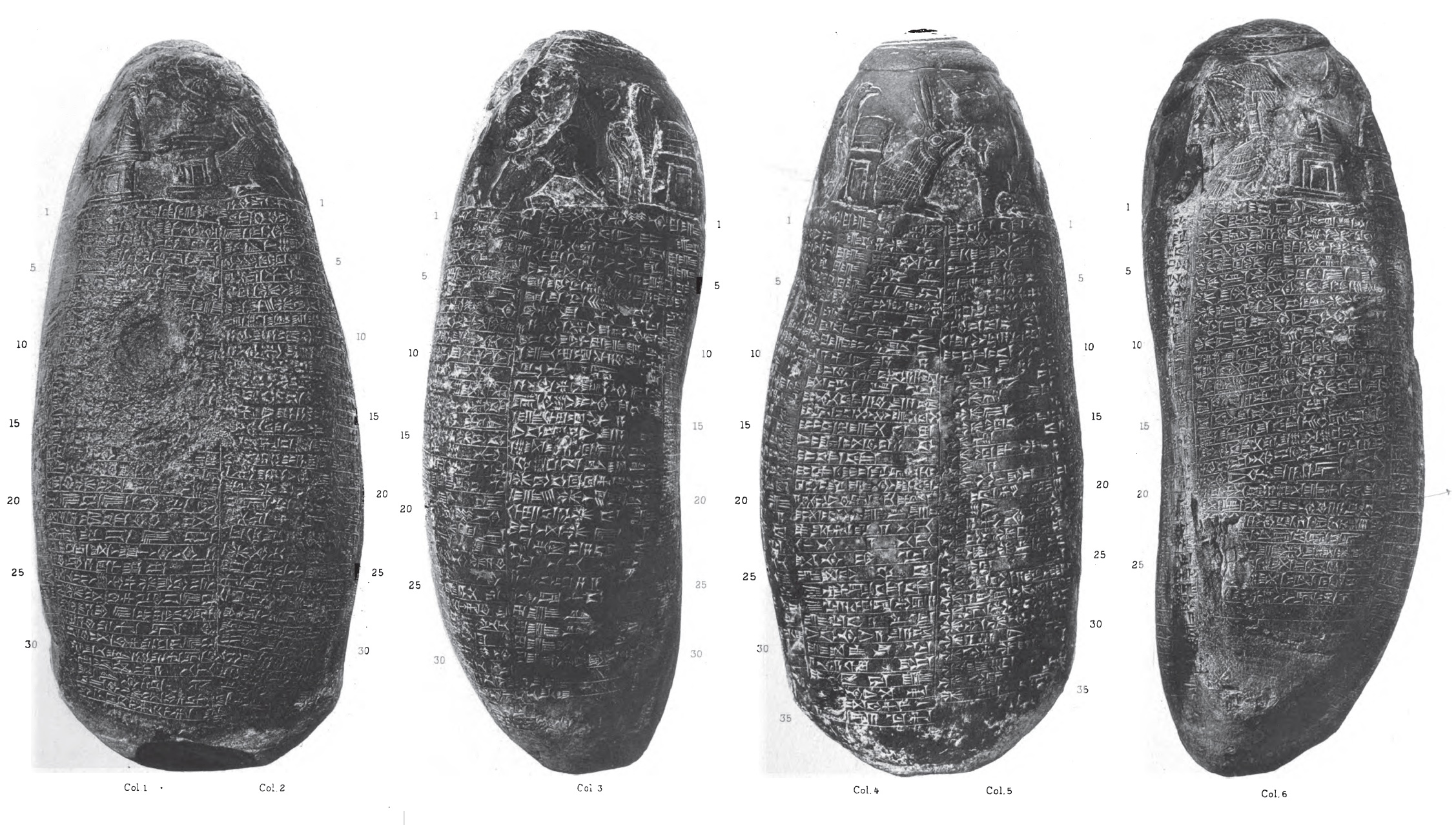
Plusieurs kudurrus datant du règne de Marduk-apla-iddina Ier
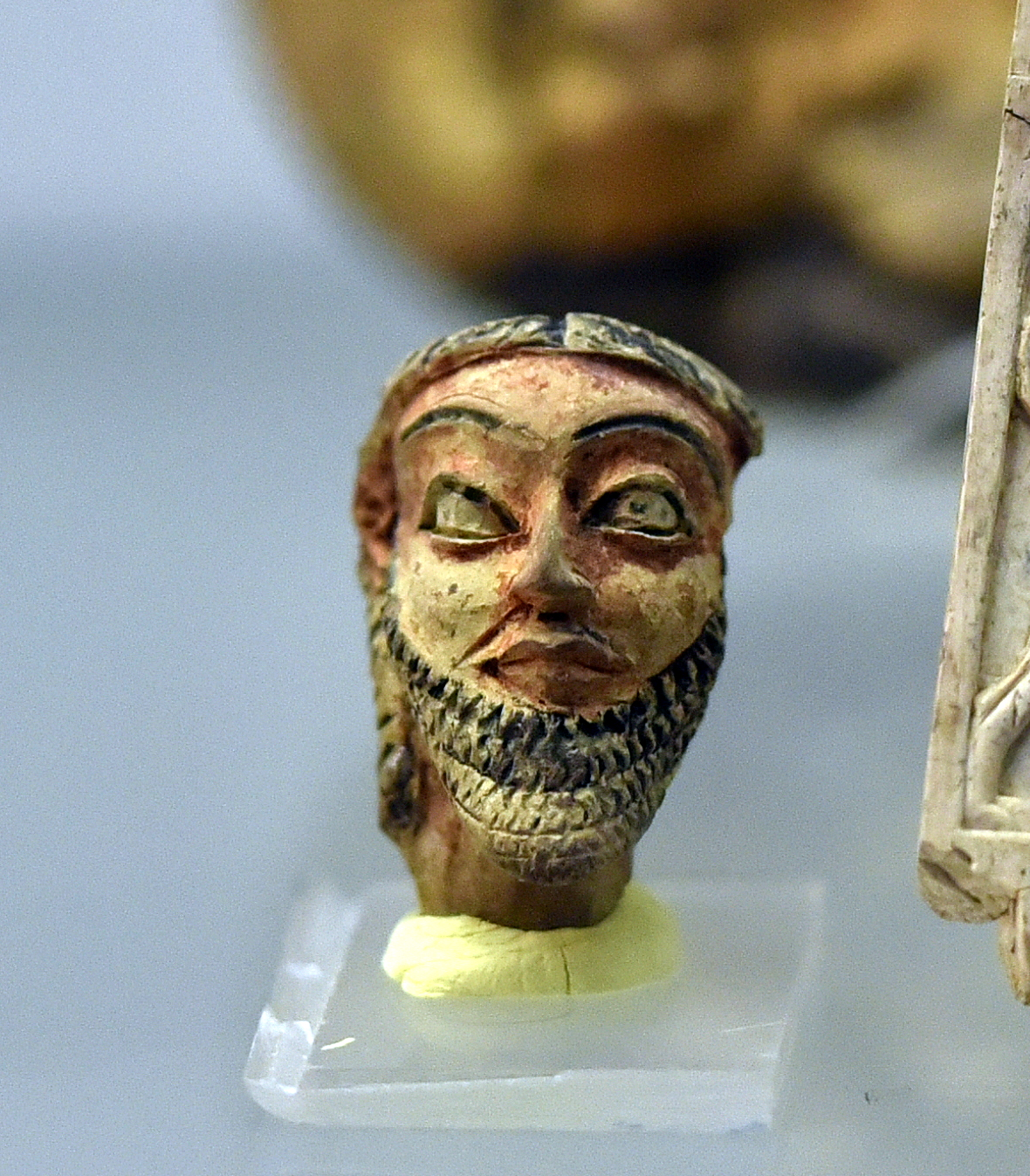
Tête d'homme datant du règne de Marduk-apla-iddina Ier (Musée national d'Irak)